# 万年钟

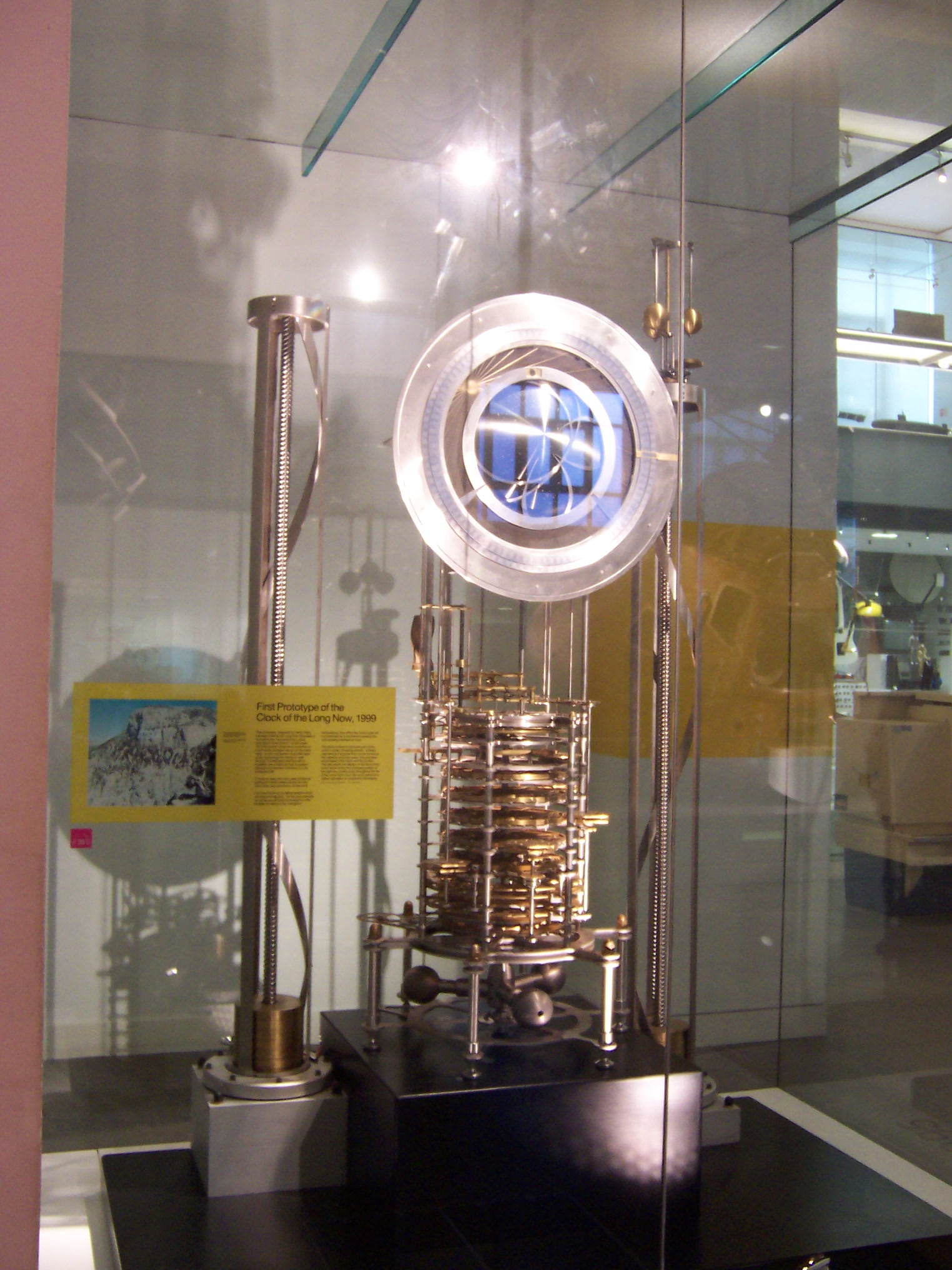
第一个原型万年钟在伦敦科学博物馆展出

万年钟（Clock of the Long Now，又稱10,000-year clock） 是一种正在建造中的机械时钟，該機械時鐘預計要運行10,000年，而且該时钟即使在10,000年后報時也应该準確無誤。它由恒今基金会推出。该项目由丹尼尔·希利斯于1986年開始构思。第一个原型时钟于1999年12月31日开始工作。一个两米长的万年钟原型正在伦敦科学博物馆展出。截至2018年6月，另外两个原型機在旧金山梅森堡中心的 Long Now 博物馆和商店展出。